# شهيد أباد تنغ سة ريز (سررود الشمالي)
شهید أباد تنغ سة ریز (بالفارسية: شهیدآباد تنگ سه‌ریز) هي قرية تقع في إيران في قسم سررود الشمالي الريفي. يقدر عدد سكانها بـ 20 نسمة .